# Mansa (Taradell)
Mansa és una masia de Taradell (Osona) inclosa a l'Inventari del Patrimoni Arquitectònic de Catalunya.

## Descripció
Masia de planta rectangular (9x12), coberta a dues vessants amb el carener paral·lel a la façana situada al migdia; consta de PB i 1er p. La façana presenta un portal rectangular de pedra, amb inflexió gòtica i data, motiu que es repeteix a la finestra central del 1er p. A llevant hi ha l'antic forn, semiderruït amb una finestreta amb llinda de roure a la planta i una finestra de pedra roja al 1er p. A tramuntana s'hi annexiona un altre cobert d'una planta, amb el teulat sostingut per pilars, cal remarcar una finestreta amb l'ampit motllurat i dues canals de desaigua de pedra roja. A ponent s'hi obren diverses espieres. Els ràfecs n'hi ha alguns de teula i els altres de llosa. Els escaires són de pedra basta.
L'estat de conservació és mitjà. Cal remarcar un gran llorer que sobrepassa l'alçada de la casa.

## Història
Antiga vila rural situada prop del castell, la qual la trobem documentada ja als segles segles xi i xiii. Els seus estadants eren els castlans o cavallers guardians del Castell de Tarradell.
El mas no va patir el despoblament de la pesta negra com altres del terme.
Segons les característiques constructives es degué ampliar i refromar vers el segle xvii moment d'expansió de la economia per la pagesia.
El trobem registrat en el Nomenclàtor de la província com "LA MANSA Masia Casa de Labor".